# Матушкин, Семён Егорович
Семён Егорович Матушкин (5 мая 1922, Тарутино, Челябинская область, РСФСР — 16 ноября 2015, Челябинск, Россия) — первый ректор Челябинского государственного университета. Доктор педагогических наук, профессор, член-корреспондент Российской академии образования, заслуженный деятель науки Российской Федерации. Дважды избирался депутатом Верховного Совета РСФСР.

## Биография

### Ранние годы
Родился 5 мая 1922 в селе Тарутино (Челябинской области) в крестьянской семье. Окончил среднюю школу № 2 в городе Карабаше в 1938 году и сразу же был призван в армию.

### Служба в армии и война
В 1941 году окончил Иркутскую военную школу авиационных механиков и был направлен на службу в истребительную авиацию. 
С 1941 по 1947 служил в Особой приморской авиагруппе, 582-м истребительном авиаполку на Дальневосточном фронте. Участвовал в войне с Японией.

### После войны
По окончании войны С.Е.Матушкин начал свой трудовой путь на Челябинском металлургическом заводе секретарем комитета ВЛКСМ. Одновременно с этим поступил в Челябинский педагогический институт.
В 1951 году Матушкин окончил Челябинский педагогический институт.
Занимался преподавательской и научной работой. В 1961 году защитил кандидатскую диссертацию (под руководством Алпатова Николая Ивановича, в городе Казань) по теме «Воспитание основ культуры труда на уроках в мастерских общеобразовательной школы». В 1972 году защитил докторскую диссертацию по теме «Теоретические основы формирования культуры технического труда у учащихся восьмилетней школы».
С 1974 года Матушкин стал членом-корреспондентом Российской академии образования.
С июля 1976 года по сентябрь 1987 года — первый ректор Челябинского государственного университета. В университете было открыто два факультета: физико-математический и историко-педагогический. В 1979 году университет был на первом месте в области, по оснащению электронно-вычислительной техникой.

### Общественная деятельность
С 1980 по 1990 годы — депутат Верховного Совета РСФСР.

### Смерть
Семён Егорович Матушкин последние годы жил в Челябинске, он умер 16 ноября 2015 года.

### Семья
У Матушкина было двое детей, внуки.
Старший брат — Матушкин, Пётр Георгиевич (1916—1976), историк.

## Награды и звания
- Орден Отечественной войны II степени (1985)[6]
- Орден Трудового Красного Знамени
- Орден «Знак Почёта»
- Медаль «За боевые заслуги» (1945)[6]
- Медаль «За победу над Японией»[3].
- Заслуженный деятель науки Российской Федерации (1997)[4]
- Медаль С. И. Вавилова, другие награды[3]